# Kōnosuke Yasuda
Pour les articles homonymes, voir Yasuda.
Kōnosuke Yasuda (安田 耕之助, Yasuda Kōnosuke), né le 16 mars 1883 à Kyoto, et mort le 28 décembre 1944, est un percepteur et homme politique japonais, maire de Kyoto de 1925 à 1927, puis président de son conseil municipal de 1942 à 1944.

## Biographie
Kōnosuke Yasuda naît le 16 mars de la 16e année de l'ère Meiji à Kyoto,. Il est le second fils du riche (ja) roturier Yasuda Heishirō (安田 平四郞) et Yasuda Tsuru (安田 つる), née Inoue (井上). En 1908, il sort diplômé de l'école de politique de la faculté de droit de l'université impériale de Tokyo. En 1909, il passe l'examen d'entrée pour les hauts fonctionnaires (ja) (高等文官試験) et rejoint le ministère des Finances (大蔵省) et est notamment officiel dans le gouvernement général de Corée (ja). Il est par la suite receveur au Bureau des impôts de Kyoto (京都税務監督局). En 1913, il est nommé receveur d'impôts et devient directeur du Bureau des impôts de Fukuchiyama (福知山税務). Il devient par la suite directeur du Bureau des impôts d'Osaka-est (大阪東税務署), administrateur au Bureau de supervision des impôts (税務監督局), puis directeur des deux départements du Bueau des impôts d'Osaka. En 1925, il est recommandé pour devenir maire de Kyoto à la suite de la démission d'Eitarō Mabuchi. Le directeur-général du bureau d'urbanisme du ministère de l'Intérieur avait été proposé d'abord, mais ce dernier ayant refusé, Yasuda est avancé comme premier de trois candidats à la mairie et remporte l'élection par les membres du conseil. Il prend son poste le 21 février 1925 et reste jusqu'au 9 août 1927, date de sa démission dû à une maladie. La création de la Senshoku Matsuri (ja), la foire du textile de Kyoto, en 1926, a lieu durant son mandat. Il accueille la création de la foire avec joie, reconnaissant que le textile du Nishijin et la teinture de Kyoto sont le cœur de son industrie, et souhaitant à la foire de devenir aussi grande que celle de Leipzig, en Allemagne,,. Il participe aussi à la création du marché central de Kyoto (ja), ouvert en décembre 1927. Même si officiellement sa démission a pour cause une maladie, il avait en fait eu un désaccord avec les membres du conseil municipal à propos du budget pour la cérémonie du couronnement de l'empereur Shōwa. Après sa démission, il fait partie des contribuables à hauts revenus de Kyoto, tout comme son père l'a été.
Aux élections législatives de 1930, il est élu premier district électoral de Kyoto sous la bannière du Parti démocratique constitutionnel. Après la démission du 12e maire Kichigorō Ōmori (大森 吉五郎) le 15 janvier 1935, Yasuda est choisi pour redevenir maire le 28 janvier, mais il décline finalement le poste, qui reviendra à Tominosuke Asayama le 17 février. Le 13 janvier 1942, il est élu pour remplacer Chikara Nishimura en tant que président du Conseil municipal de Kyoto. À l'issue de son mandat le 20 mai, il est réélu pour un second mandat et est remplacé par Yoshirō Urata le 7 novembre 1944. Il meurt peu après, le 28 décembre, à l'âge de 61 ans,,.
Il hérite du katoku (ja) à la mort de son père en 1912 et devient chef de famille. Il épouse Nakako (仲子), fille aînée du vicomte Jikōji Kyōchū (ja) (慈光寺 恭仲), avec qui il a un fils et une fille.

## Distinctions
Il est promu dès 1915 au 7e rang inférieur de la Cour du Japon, puis avant 1928 au 4e inférieur,.

## Résultats électoraux
| Suffrages exprimés | Suffrages exprimés                        | Suffrages exprimés                 | 104 376   |             |  |  |
|                    |                                           |                                    |           |             |  |  |
|                    | Candidat                                  | Parti                              | Suffrages | Pourcentage |  |  |
|                    | Kōnosuke Yasuda (élu)                     | Parti démocratique constitutionnel | 23 529    | 22,54 %     |  |  |
|                    | Kinzaburō Nishimura (ja) (élu)            | Parti démocratique constitutionnel | 17 200    | 16,48 %     |  |  |
|                    | Yonetarō Washino (ja) (élu)               | Kokumin Doshikai (en)              | 10 433    | 10 %        |  |  |
|                    | Kichinosuke Suzuki (ja) (sortant) (réélu) | Rikken Seiyūkai                    | 9 484     | 9,09 %      |  |  |
|                    | Shigeru Morita (sortant) (réélu)          | Parti démocratique constitutionnel | 8 768     | 8,4 %       |  |  |
|                    | Naoharu Kataoka (en) (sortant)            | Parti démocratique constitutionnel | 8 638     | 8,28 %      |  |  |
|                    | Hajime Kawakami                           | Parti des ouvriers et des paysans  | 7 255     | 6,95 %      |  |  |
|                    | Sekijirō Fukuda (ja)                      | Indépendant                        | 6 713     | 6,43 %      |  |  |
|                    | Chōzaburō Mizutani (ja) (sortant)         | Chihō Musan (ja)                   | 5 024     | 4,81 %      |  |  |
|                    | Suejirō Yoshikawa (ja)                    | Parti social-démocrate (ja)        | 2 632     | 2,52 %      |  |  |
|                    | Shinzō Tazaki (ja) (sortant)              | Indépendant                        | 2 596     | 2,49 %      |  |  |
|                    | Kiku Matsuo                               | Kakushintō (en)                    | 2 104     | 2,02 %      |  |  |